# Raimondo II di Ribagorza
Raimondo di Ribagorza (Ramón in spagnolo, Ramon, in  catalano e Raymond in francese; prima metà secolo X – 964 circa) fu Conte di Ribagorza dal 950/5 alla sua morte.

## Origine
Secondo il Codice di Roda, Raimondo era il figlio primogenito del Conte di Ribagorza, Bernardo I e di Toda Galíndez d'Aragona, che ancora secondo il Codice di Roda, era figlia del terzo conte d'Aragona, Galindo III e di Arcibella di Guascogna, figlia di Garcia I di Guascogna e di Aimena di Perigord.

Sempre secondo il Codice di Roda, Bernardo I di Ribagorza era il figlio primogenito del Conte di Ribagorza e di Pallars, Raimondo I e di Ginigenta, che ancora secondo il Codice di Roda, era figlia d’Asnar Dató, discendente dai conti di Bigorre.

## Biografia
Raimondo viene citato, assieme ai genitori ed al fratello Borrel nel Capitulo XIII della Noticias y documentos históricos del condado de Ribagorza hasta la muerte de Sancho Garcés III (Año 1035), in cui viene ricordato che il monastero di Santa María de Obarra, a Beranuy, era stato fondato dai genitori Bernardo e Toda (Bernardus comes Ripacurcie et uxor mea Tota comitissa filia Galindonis comitis Aragonis), col consenso e l'approvazione dei figli Raimondo e Borrel (filiorum nostrorum Raymundus comes et Borellus comes).
Suo padre, Bernardo, morì verso il 955 e fu sepolto nel monastero di Santa María de Obarra, a Beranuy, accanto alla moglie, Toda, come ci viene confermato dal capitolo n° XXXVI del libro XLVI della España sagrada. 46, De las santas iglesias de Lérida, Roda y Barbastro.

Raimondo gli succedette nella Contea di Ribagorza, come Raimondo II.

Anche il Numero XXI della Apendice, Clase Primera, El antiguo obispado de Pallas en Cataluña conferma che Raimondo, figlio di Bernardo I e di Toda fu conte di Ribagorza.
Raimondo, tra il 956 ed il 960 lo troviamo citata in quattro documenti del Catalunya Carolíngia, vol. II: Els diplomes carolingis a Catalunya (non consultato):
- il n° 168, datato 956 (Ragimundus...comes...et coniux mea [Gar]sindis...comitissa)
- il n° 172, datato 958 (Ragimundus...comes et marchio)
- il n° 179, datato 960 (Raymundus comes et Gassindis comitissa)
- il n° 183, datato 960 (Raymundus comes filius Bernardi).

Raimondo continuò l'opera del padre, nella protezione dei monasteri e, con l'approvazione della diocesi di Narbonne, nel mantenere operante il vescovado di Ribagorza, che fu affidato a suo figlio, Odissendo.
Dopo il 960, Raimondo non viene più citato in alcun documento, e, nel 964, nel documento n° 194 del Catalunya Carolíngia, vol. II: Els diplomes carolingis a Catalunya, inerente ad una donazione (non consultato), vengono citati la moglie, i figli, ma non viene citato Raimondo, per cui si presume che Raimondo sia morto tra il 960 ed il 964.

A Raimondo succedette il figlio primogenito, Unifredo

## Matrimonio e discendenza
Secondo il Codice di Roda, Raimondo aveva sposato Garsenda di Fezensac, figlia di Guglielmo Garces (ca. 895- ca. 960), primo conte d'Armagnac e di Fézensac, che, secondo la Genealogia Comitum Guasconiæ, era figlio del duca di Guascogna, Garcia II Sanchez; il matrimonio di Raimondo e Garsenda viene confermato anche dal capitolo n° XXXVI del libro XLVI della España sagrada. 46, De las santas iglesias de Lérida, Roda y Barbastro; Garsenda, tra il 956 ed il 990 la troviamo citata in cinque documenti del Catalunya Carolíngia, vol. II: Els diplomes carolingis a Catalunya (non consultato):
- il n° 168, datato 956 (Ragimundus...comes...et coniux mea [Gar]sindis...comitissa)
- il n° 179, datato 960 (Raymundus comes et Gassindis comitissa)
- il n° 194, datato 964 (Hunifredus chomes et fratres mei et mater mea)
- il n° 235, datato 975 (Hunifredus comis et matrem suam Arsindis chomitissa)
- il n° 289, datato 990 (Garsinnis chometissa).

Garsenda morì verso il 990, in quanto non compare più in alcun documento.

Raimondo da Garsenda ebbe sei figli:
- Unifredo († 979), Conte di Ribagorça[13];
- Arnaldo († 990), Conte di Ribagorça[14];
- Isarno († 1003), Conte di Ribagorça[15];
- Ava († dopo il 995), che sposò, verso il 970, il conte indipendente di Castiglia e conte di Burgos, Lantarón, Cerezo e Álava, García Fernández[16]
- Tota († 1010), Contessa di Ribagorça[17].
- Odissendo († dopo il 975), vescovo di Ribagorza[6].

### Fonti primarie
- (LA)  (ES)  #ES Textos-navarros-codice-roda.pd.
- (LA)  #ES El antiguo obispado de Pallas en Cataluña, Apendice, Clase Primera.
- (LA)  Noticias y documentos históricos del condado de Ribagorza hasta la muerte de Sancho Garcés III (Año 1035).
- (LA)  España sagrada. 46, De las santas iglesias de Lérida, Roda y Barbastro.
- (LA)  Rerum Gallicarum et Francicarum Scriptires, tomus XII.

### Letteratura storiografica
- (EN) The Development of Southern French and Catalan Society, 718-1050, su libro.uca.edu.